# Sisi (televisieserie)
Sisi is een Duits-Oostenrijkse historisch dramaserie uit 2021, geregisseerd door Sven Bohse en geproduceerd door Story House Pictures. De hoofdrollen worden vertolkt door Dominique Devenport als Elisabeth in Beieren (bijgenaamd 'Sisi') en Jannik Schümann als Franz Joseph I. De dramaserie ging in première op 11 oktober 2021 op het Canneseries Festival in Cannes. Op 12 december 2021 verscheen de serie op de Duitse streamingdienst RTL+. Eerder kondigde RTL de verlenging aan voor een tweede seizoen. In februari 2023 werd een verlenging voor een derde seizoen aangekondigd.
In Vlaanderen verscheen de eerste aflevering van Sisi op 27 december 2021 op VTM 3 en 31 december 2021 door KRO-NCRV op NPO 2.
Het tweede seizoen verscheen op 16 december 2022 op RTL+, 22 december 2022 op NLZIET en 26 december 2022 op NPO 2 en VTM 3. Het derde seizoen verscheen op 21 december 2023 op NPO Plus. Op RTL+, VTM 3 en VTM GO verscheen het derde seizoen op 27 december 2023. Op 5 januari 2024 verscheen het derde seizoen op NPO 2. Het vierde en laatste seizoen verscheen op 1 december 2024 op RTL+, 23 december 2024 op VTM3 en VTM GO en staat gepland op 7 februari 2025 op NPO 2.

## Verhaal
Het eerste seizoen behandelt het levensverhaal van Elisabeth in Beieren, bekend als "Sisi", in de jaren 1850 en 1860 met grote vertelvrijheid. De prinses werd al op jonge leeftijd verliefd op Franz Joseph I, met wie ze trouwde. Ze ontwikkelt zich van een zorgeloos meisje tot een zelfverzekerde keizerin. Langs dit pad moet ze omgaan met verliezen en moeilijke beslissingen nemen.
In het tweede seizoen bevalt Sisi van de langverwachte troonopvolger. Otto von Bismarck claimt het leiderschap in de Duitse Bond van Franz Josef. De keizer wil een oorlog met Pruisen voorkomen en reist daarom met zijn vrouw naar Biarritz om Napoleon III te ontmoeten. Sisi reist later ook naar Hongarije om graaf Andrássy om steun te vragen, terwijl Franz naar Beieren reist om gebruik te kunnen maken van de Beierse spoorwegen, mocht de oorlog er komen. Uiteindelijk komt deze oorlog er ook in 1866 (Oostenrijks-Pruisische Oorlog).

## Rolverdeling
| Acteur                    | Personage                    |
| ------------------------- | ---------------------------- |
| Dominique Devenport       | Elisabeth "Sisi" in Beieren  |
| Jannik Schümann           | Frans Jozef I van Oostenrijk |
| David Korbmann            | Karl Ludwig von Grünne       |
| Désirée Nosbusch          | Sophie van Beieren           |
| Tanja Schleiff            | Sophie Esterházy             |
| Paula Kober               | Fanny                        |
| Julia Stemberger          | Ludovika van Beieren         |
| Pauline Rénevier          | Helene "Néné" in Beieren     |
| Marcus Grüsser            | Maximiliaan Jozef in Beieren |
| Giovanni Funiati          | Gyula Andrássy               |
| Yasmani Stambader         | Bela / Lajos Farkas          |
| Lasse Möbus               | Graaf Richard                |
| Romy Schroeder            | Marie                        |
| Marie Sophie von Reibnitz | Eugénie de Montijo           |

## Afleveringen

### Seizoen 1
| Aflevering   | Regie      | Scenario                                    | Uitzenddatum VTM 3 | Uitzenddatum KRO-NCRV (NPO 2) |
| ------------ | ---------- | ------------------------------------------- | ------------------ | ----------------------------- |
| Aflevering 1 | Sven Bohse | Andreas Gutzeit, Elena Hell & Robert Krause | 27 december 2021   | 31 december 2021              |
| Aflevering 2 | Sven Bohse | Andreas Gutzeit, Elena Hell & Robert Krause | 27 december 2021   | 31 december 2021              |
| Aflevering 3 | Sven Bohse | Andreas Gutzeit, Elena Hell & Robert Krause | 28 december 2021   | 1 januari 2022                |
| Aflevering 4 | Sven Bohse | Andreas Gutzeit, Elena Hell & Robert Krause | 28 december 2021   | 1 januari 2022                |
| Aflevering 5 | Sven Bohse | Andreas Gutzeit, Elena Hell & Robert Krause | 29 december 2021   | 8 januari 2022                |
| Aflevering 6 | Sven Bohse | Andreas Gutzeit, Elena Hell & Robert Krause | 29 december 2021   | 8 januari 2022                |

### Seizoen 2
| Aflevering   | Regie                         | Scenario                                                    | Uitzenddatum VTM 3 | Uitzenddatum KRO-NCRV (NPO 2) |
| ------------ | ----------------------------- | ----------------------------------------------------------- | ------------------ | ----------------------------- |
| Aflevering 1 | Sven Bohse & Miguel Alexandre | Andreas Gutzeit, Elena Hell & Robert Krause                 | 26 december 2022   | 26 december 2022              |
| Aflevering 2 | Sven Bohse & Miguel Alexandre | Andreas Gutzeit, Elena Hell & Robert Krause                 | 26 december 2022   | 27 december 2022              |
| Aflevering 3 | Sven Bohse & Miguel Alexandre | Andreas Gutzeit, Elena Hell & Robert Krause                 | 27 december 2022   | 28 december 2022              |
| Aflevering 4 | Sven Bohse & Miguel Alexandre | Andreas Gutzeit, Robert Krause & Svenja Rasocha             | 27 december 2022   | 29 december 2022              |
| Aflevering 5 | Sven Bohse & Miguel Alexandre | Andreas Gutzeit, Robert Krause & Svenja Rasocha             | 28 december 2022   | 30 december 2022              |
| Aflevering 6 | Sven Bohse & Miguel Alexandre | Andreas Gutzeit, Elena Hell, Robert Krause & Svenja Rasocha | 28 december 2022   | 31 december 2022              |

### Seizoen 3
| Aflevering   | Regie         | Scenario                                    | Uitzenddatum VTM 3 | Uitzenddatum KRO-NCRV (NPO 2) |
| ------------ | ------------- | ------------------------------------------- | ------------------ | ----------------------------- |
| Aflevering 1 | Andy Fetscher | Andreas Gutzeit, Elena Hell & Robert Krause | 27 december 2023   | 5 januari 2024                |
| Aflevering 2 | Andy Fetscher | Andreas Gutzeit                             | 27 december 2023   | 12 januari 2024               |
| Aflevering 3 | Andy Fetscher | Andreas Gutzeit                             | 28 december 2023   | 19 januari 2024               |
| Aflevering 4 | Andy Fetscher | Andreas Gutzeit                             | 28 december 2023   | 26 januari 2024               |
| Aflevering 5 | Andy Fetscher | Andreas Gutzeit                             | 29 december 2023   | 2 februari 2024               |
| Aflevering 6 | Andy Fetscher | Andreas Gutzeit                             | 29 december 2023   | 9 februari 2024               |

### Seizoen 4
| Aflevering   | Regie      | Scenario                     | Uitzenddatum VTM 3 | Uitzenddatum KRO-NCRV (NPO 2) |
| ------------ | ---------- | ---------------------------- | ------------------ | ----------------------------- |
| Aflevering 1 | Sven Bohse | Andreas Gutzeit & Elena Hell | 23 december 2024   | 7 februari 2025               |
| Aflevering 2 | Sven Bohse | Elena Hell & Robert Krause   | 23 december 2024   | 14 februari 2025              |
| Aflevering 3 | Sven Bohse | Elena Hell & Robert Krause   | 24 december 2024   | 21 februari 2025              |
| Aflevering 4 | Sven Bohse | Elena Hell & Robert Krause   | 24 december 2024   | 28 februari 2025              |
| Aflevering 5 | Sven Bohse | Elena Hell & Robert Krause   | 25 december 2024   |                               |
| Aflevering 6 | Sven Bohse | Elena Hell & Robert Krause   | 25 december 2024   |                               |

## Historische achtergrond
In de serie worden historische verbanden met grote narratieve vrijheid behandeld.
- De moordaanslag op keizer Franz Josef I vond niet plaats zoals getoond bij de doop van prinses Sophie, die plaatsvond in 1855, maar in februari 1853. De gouverneur van Lombardije Michael von Strassoldo-Graffemberg, die in de serie werd gedood, was in echte leven overgebracht naar Graz in juni 1853 nadat een opstand in februari 1853 binnen een paar uur was neergeslagen.
- Terwijl Sisi bevriend raakt met de prostituee Fanny in de serie, was de burgerlijke Franziska "Fanny" Feifalik in werkelijkheid kapster in het dagelijks leven en een levenslange vertrouwelinge van keizerin Elisabeth van Oostenrijk-Hongarije.[14]
- Een amputatie van de onderarm van Karl Ludwig von Grünne is ook niet bewezen. Hij werd verwijderd uit zijn functie als adjudant-generaal na de slag bij Solferino in 1859.